# Луста Володимир Вікторович
Володимир Вікторович Луста (8 січня 1961, місто Снігурівка Миколаївської області — 6 лютого 2018, село Партизанське Вітовського району Миколаївської області) — український діяч, колишній голова Миколаївської обласної ради (2015 р.).

## Життєпис
У 1983 році закінчив Київський державний інститут культури за спеціальністю культурно-освітня робота, здобув кваліфікацію культосвітпрацівника.
У 1983 році — методист Снігурівського районного будинку культури Миколаївської області. У 1983—1985 роках — служба в Радянській армії. У 1985—1986 роках — директор Снігурівського районного будинку культури Миколаївської області. Член КПРС.
У 1986—1988 роках — інструктор відділу пропаганди та агітації Снігурівського районного комітету КПУ Миколаївської області.
У 1988—1990 роках — 1-й секретар Снігурівського районного комітету ЛКСМУ Миколаївської області.
У 1990—1991 роках — заступник голови Снігурівської районної ради народних депутатів Миколаївської області.
У 1991—1992 роках — начальник Снігурівського виробничого відділення Миколаївського обласного агропромислового об'єднання «Внедрение». У 1992—1999 роках — генеральний директор, голова правління відкритого акціонерного товариства «Сабіко».
У 1999—2001 роках — директор філії «Снігурівська», 1-й заступник генерального директора спільного підприємства «Нібулон». У 2001—2005 роках — директор приватного підприємства "Агроторговий дім «Снігурівський» Миколаївської області.
У 2004 році закінчив Міжрегіональну академію управління персоналом за спеціальністю фінанси, здобув кваліфікацію економіста, фінансового менеджера.
У 2005—2006 роках — голова Снігурівської районної державної адміністрації Миколаївської області. У 2006—2007 роках — голова Снігурівської районної ради Миколаївської області.
У 2007—2010 роках — заступник голови Миколаївської обласної державної адміністрації із соціальних питань.
Одночасно обіймав посаду голови Снігурівської районної організації партії «Наша Україна», проте у 2008 році написав заяву про вихід з партії. З червня 2008 року був головою Миколаївської обласної організації партії «Єдиний Центр», членом Політичної Ради «Єдиного Центру».
У 2008 році закінчив Миколаївський державний аграрний університет за фахом агрономія, здобув кваліфікацію бакалавра-технолога з агрономії.
У 2010 році — помічник голови Миколаївської обласної державної адміністрації.
У липні 2010—2013 роках — директор Миколаївського обласного центру зайнятості.
У 2013—2014 роках — заступник голови, 1-й заступник голови Миколаївської обласної державної адміністрації. Член Партії регіонів.
16 квітня — 3 грудня 2015 року — голова Миколаївської обласної ради.
З 2015 року — депутат Миколаївської обласної ради від політичної партії «Наш край».
З вересня 2017 по лютий 2018 року працював генеральним директором групи компаній «ПАЕК».

## Смерть
Загинув 6 лютого 2018 року у дорожньо-транспортній аварії, поблизу села Партизанське Вітовського району Миколаївської області.

### Прощальна церемонія
Прощальна церемонія відбулася 9 лютого 2018 року в Миколаївській обласній раді та місті Снігурівці.,

## Поховання
Похований на міському кладовищі міста Снігурівки.